# HD 40307 c
HD 40307 c é um planeta extrassolar que orbita a estrela HD 40307, localizada na constelação de Pictor a uma distância de 42 anos-luz (13 parsecs) da Terra. Sua descoberta foi anunciada em 2008 junto com a descoberta dos planetas vizinhos HD 40307 b e HD 40307 d, e foi feita pelo método da velocidade radial, que consiste em detectar pequenas variações na velocidade radial de uma estrela causadas pela gravidade de um planeta. As medições foram feitas com uso do espectrógrafo HARPS no Observatório La Silla, Chile.
HD 40307 c é uma super-Terra com uma massa mínima de 6,6 vezes a massa da Terra. Como sua inclinação é desconhecida, a massa verdadeira não pode ser determinada, mas provavelmente é próxima do valor mínimo. Embora planetas com massa tão baixa geralmente sejam rochosos, existem evidências que HD 40307 c seja gasoso. O planeta orbita HD 40307 a uma distância média de 0,08 UA com um período orbital de 9,6 dias, sendo o segundo planeta mais interno do sistema.